# Archivo Ana Victoria Jiménez
O Archivo de Ana Victoria Jiménez documenta a historia do movimento feminista no México entre 1970 e 1990 por meio de fotografias, cartazes, folhetos, publicações periódicas e livros. O arquivo está localizado na cidade do México e sob a tutela da Universidad Iberoamericana. No ano de 2024, o arquivo conseguiu o reconhecimento "Memória do Mundo" da Organização das Nações Unidas pela Educação, Ciência e Cultura (UNESCO).

## História
O acervo do Archivo de Ana Victoria Jiménez é resultado da atuação e engajamento no movimento feminista de Ana Victoria Jiménez. Durante anos, Ana Victorio Jiménez guardou cartazes, panfletos e folhas avulsas. Além disso, colecionou e preservou variadas publicações fundamentais para a História do movimento feminista no México,
Em 2011, Ana Vitória Jiménez doou seu acervo pessoalmente à Universidad Iberoamericana Ciudad de México. O arquivo é formado por fotografias, folhetos, livros, recortes de jornais, cartazes, diários e boletins.